# Jean-Claude Bozerian
Jean-Claude Bozerian dit Bozerian aîné, né le 7 juillet 1762 à Durnieux, hameau de la commune de Briord (Ain) et mort le 19 juillet 1840 à Meslay (Loir-et-Cher), est un relieur français.

## Biographie
Fils d'une famille de marchands d'origine lyonnaise par son père, il est d'abord apprenti à Lyon.
Il épouse Marie Breton, veuve du relieur Pierre Bourlier, en 1790. Ce mariage lui permet de s'installer à Paris avec son frère François. Il devient un des relieurs les plus réputés de la période révolutionnaire et du Premier Empire, avec son frère cadet François Bozerian.
Éditeur et relieur d'art très prisé des bibliophiles, il exerce jusqu'en 1810 environ, date à laquelle P. Lefébure reprend son atelier, en utilisant les motifs spécifiques de Bozerian.
Au cours de sa carrière, il disperse la majeure partie de sa collection de livres soit 951 lots, entre 1798 et 1811.
Fortune faite, Jean-Claude Bozerian se retire sur la propriété du « Haut-Fontenay » qu'il a acquise à Meslay (Loir-et-Cher) dont il est également le maire.
Il décède le 19 juillet 1840 à l'âge de 78 ans. Sa femme lui survivra jusqu'en avril 1846. Le reste de sa collection de livres sera vendue après le décès de cette dernière.